# 意大利職業二級足球聯賽
意大利職業二級足球聯賽，俗稱及前意大利丙組二級足球聯賽，簡稱意丙二，是意大利足球联赛的第 4 级别。1978年，原意大利丙级联赛分为丙一级联赛与丙二级联赛。从2011-12赛季起，意大利丙二级联赛分为两组，目前A组20支球队，B组21支球队。升降级规则：每组头两名的球队，加上一支由三到六名参加的附加赛胜出的球队，共三队升上丙一级。每组最后三名直接降级到意丁联赛，每组倒数第四和第五名需要参加保级附加赛，负者降级。而两个保级附加赛胜者之间要再打一场比赛，来决定最后一个降级名额。两组加起来共升六降九。
2011-12赛季之前的升降级规则为：每个赛季末，各区各有2支球队升入丙一级联赛，3支球队降入丁级联赛。2014球季起，意丙一及二將合併成全身的職業聯賽 (俗稱意丙)，這個聯賽亦成為歷史。